# Callyspongia implexa
Callyspongia implexa är en svampdjursart som först beskrevs av Topsent 1892.  Callyspongia implexa ingår i släktet Callyspongia och familjen Callyspongiidae.
Artens utbredningsområde är Röda havet. Inga underarter finns listade i Catalogue of Life.